# قوة حادة
القوة الحادة، (بالإنجليزية: Sharp power)‏، هي استخدام التلاعب النفسي، من جانب أحد الدول، بالسياسات الدبلوماسية، للتأثير على النظام السياسي للبلد المستهدف، وتقويضه. صيغ مصطلح «القوة الحادة»، في نوفمبر 2017، من قبل الصندوق الوطني للديمقراطية، ونشر في مقال في مجلة الشؤون الخارجية. لوصف السياسات العدوانية والتخريبية، التي تستخدمها الحكومات الاستبدادية، كإسقاط لسلطة الدولة في البلدان الديمقراطية، وهذه القوة لا يمكن وصفها، بالقوة الصلبة، أو القوة الناعمة.
يسمي مقال ""نيد""، على وجه التحديد شبكة أخبار آر تي الروسية، التي تمولها الحكومة الروسية، والشركات التعليمية لمعهد كونفوشيوس التعليمي الذي ترعاه الدولة الصينية كأمثلة على القوة الحادة. ووفقا لنيد، فإن الدول الاستبدادية "لا تسعى بالضرورة إلى (كسب القلوب، والعقول)، مع أنه الإطار المرجعي المشترك، لجهود القوة الناعمة، ولكنهم بالتأكيد يسعون إلى التلاعب، بجماهيرهم المستهدفة، من خلال تشويه المعلومات التي تصل إليهم.
منذ عام 2018، تم استخدام مصطلح «القوة الحادة»، في المقالات الصحفية، والمناقشات العلمية، وجلسات الاستماع في الكونغرس. حتى ممثلو الحزب الشيوعي الصيني، استخدموا المصطلح، رافضين المزاعم الغربية، بأن بلادهم قد انخرطت في ممارسات القوة الحادة.
يمكن أن تشمل القوة الحادة، محاولات دولة ما التلاعب الإعلامي، وإدارة المعلومات المتعلقة بها في وسائل الإعلام، والأنظمة التعليمية لبلد آخر، بغرض تضليل، أو تقسيم الرأي العام، في البلد المستهدف، أو إخفاء أو تحويل الانتباه عن المعلومات السلبية عن نفسها.
يمكن أن تشمل سياسات القوة الناعمة، برنامج تبادل الطلاب، ورعاية الدبلوماسية الثقافية. وتتميز «القوة الحادة» عن القوة الناعمة، والتي هي سياسات جذابة، تُظهر انطباعا إيجابيا عن بلد ما، وتعزز التفاهم مع دولة أخرى، للتأثير في النهاية على قرارات بلد آخر من خلال الإقناع. كنا تختلف «القوة الحادة» أيضًا عن القوة الصلبة، التي تمثل سياسات قسرية من جانب بلد ما، لإجبار دولة أخرى على اتخاذ إجراء أو تغيير قراراتها. يمكن أن تشمل القوة الصلبة على القوة العسكرية، والعقوبات الإقتصادية، والتهديدات الدبلوماسية.